# Modèle Lomé
El Modèle Lomé es un equipo de fútbol de Togo que milita en la Segunda División de Togo, la segunda liga de fútbol más importante del país.

## Historia
Fue fundado en el año 1935 en la capital Lomé y ha ganado el Campeonato nacional de Togo en 5 ocasiones, aunque no han ganado algún título importante desde 1973.
En 1974 se realizó una reforma deportiva al fútbol de Togo, la cual consistía en fusionar varios equipos en Super Equipos, y en la capital Lomé se crearon 4, en donde el Modèle se fusionó con el Étoile Filante de Lomé y el Dynamic Togolais para crear al Lomé I, equipo que dominó el Campeonato nacional de Togo hasta que en 1978 se hizo una reforma deportiva que provocó que los Super Equipos desaparecieran. Luego de eso, el Modèle ha pasado la mayor parte del tiempo en los niveles amateur de Togo.
A nivel internacional han participado en 4 torneos continentales, en donde su mejor participación ha sido en la Copa Africana de Clubes Campeones 1970, en la cual fue eliminado en los cuartos de final por el TP Englebert de Zaire.

## Palmarés
- Campeonato nacional de Togo: 4

1959, 1966, 1969, 1972, 1973

## Participación en competiciones de la CAF
| Temporada | Torneo                            | Ronda            | Club          | Casa  | Visita | Global  |
| --------- | --------------------------------- | ---------------- | ------------- | ----- | ------ | ------- |
| 1967      | Copa Africana de Clubes Campeones | 1                | ASEC Mimosas  | 0-0   | 1-2    | 1-2     |
| 1970      | Copa Africana de Clubes Campeones | 1                | Union Douala  | 0-0   | 1-1    | 1-1 (a) |
| 1970      | Copa Africana de Clubes Campeones | Cuartos de final | TP Englebert  | 0-0   | 1-3    | 1-3     |
| 1973      | Copa Africana de Clubes Campeones | 1                | ASFA Dakar    | 4-2   | 2-2    | 6-4     |
| 1973      | Copa Africana de Clubes Campeones | 2                | Stade Malien  | 0-0   | 1-2    | 1-2     |
| 1974      | Copa Africana de Clubes Campeones | 1                | AS Porto Novo | 3-0   | 0-1    | 3-1     |
| 1974      | Copa Africana de Clubes Campeones | 2                | ASEC Mimosas  | w.o.1 | 0-3    | 0-5     |

1- Modèle fue descalificado después del partido de ida, acreditando la victoria 0-2 al ASEC Mimosas.

## Jugadores destacados
- Dame Diouf